# Grandes Jorasses
De Grandes Jorasses is een 4208 meter hoge bergkam met gletsjer op de grens van Frankrijk, Italië en Zwitserland.
De berggroep ligt in het noordelijke deel van het Mont Blancmassief en is het best te zien vanaf de Italiaanse zijde. De Grandes Jorasses torenen hier hoog uit boven het Val Ferret. De bergkam heeft een lengte van ongeveer een kilometer en telt 6 toppen waarvan de Pointe Walker (4208 m) de hoogste is. Deze is vernoemd naar de Brit Horace Walker die op 30 juni 1868 samen met Melchior Anderegg, Johann Jaun en Julien Grange als eersten de Grandes Jorasses beklommen.
De Grandes Jorasses worden in het noordoosten begrensd door de col des Hirondelles (3480 m) en in het oosten door de col des Grandes Jorasses (3809 m). De enorme noordwand is met zijn 1200 meter een van de hoogste van de Alpen.

## Toppen van de Grandes Jorasses
- Pointe Walker (4208 m)
- Pointe Whymper (4184 m)
- Pointe Croz (4110 m)
- Pointe Hélène (4045 m)
- Pointe Margherita (4066 m)
- Pointe Young (3996 m)

## Berghutten
- Rifugio Boccalatte-Piolti (2803 m)
- Bivacco Ettore Canzio (3825 m)
- Bivacco Giusto Gervasutti (2833 m)
- Bivacco Mario Jachia bivouac (3250 m)
- Refuge de  Leschaux (2450 m)

## Afbeeldingen

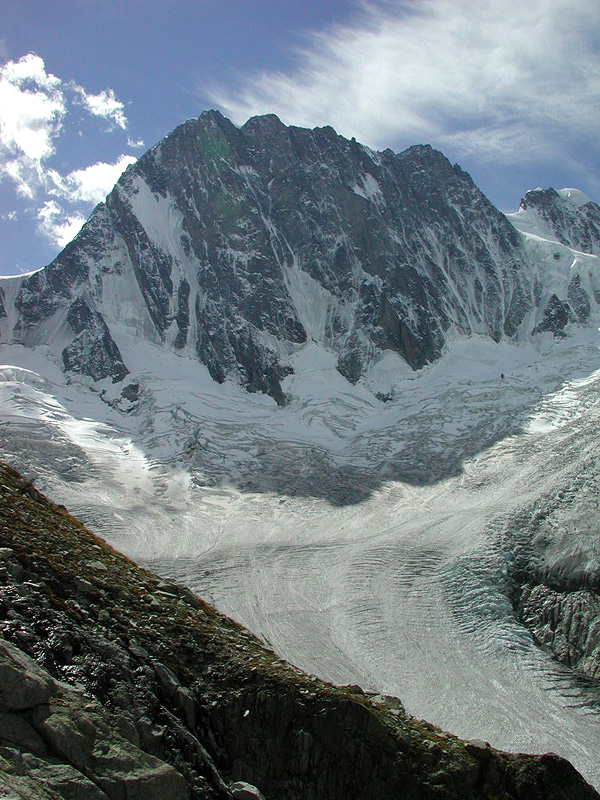
Noordwand
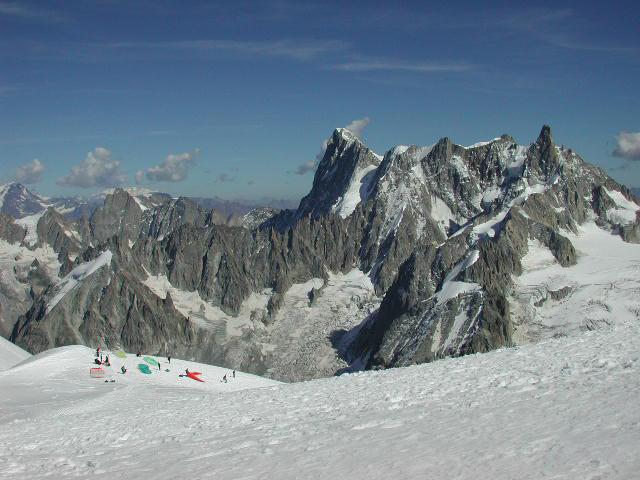
Vanaf l'Aiguille du Midi
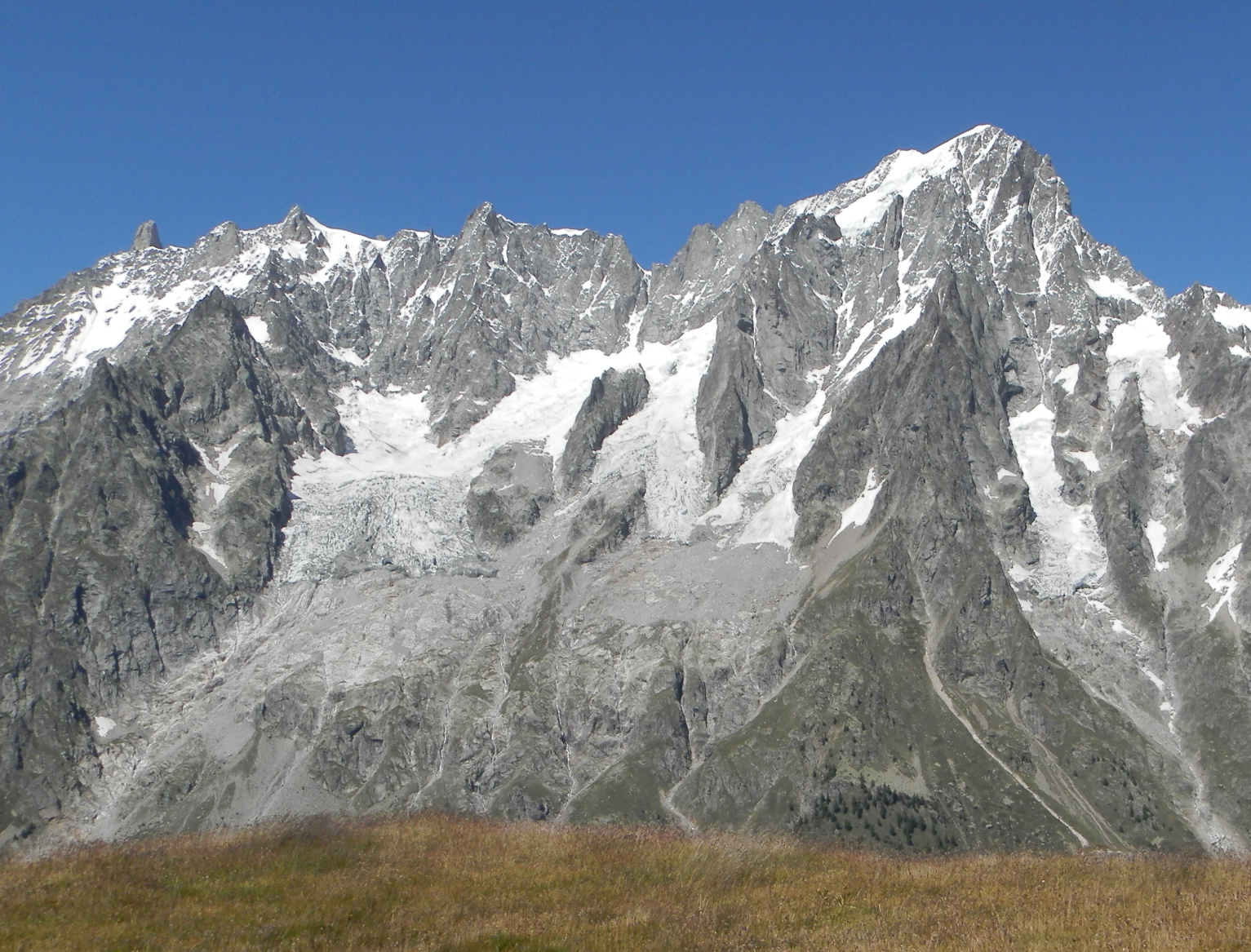
Zuidwand